# Phare de Stykkishólmur
Le phare de Stykkishólmur est un phare d'Islande. Il signale le port de Stykkishólmur, dans la région de Vesturland.